# Villy Sørensen
 Ikke at forveksle med politikeren og borgmesteren Willy Sørensen.
Villy Sørensen (født 13. januar 1929 på Frederiksberg, død 16. december 2001 i Hellerup) var en dansk filosof og forfatter. Som en markant personlighed i dansk kulturliv gennem et halv århundrede stod han bag flere kulturpolitiske projekter, bl.a. tidsskriftet Vindrosen. Han var bror til professor i geologi ved Københavns Universitet 1962 – 1992, Henning Sørensen (20. april 1926 - 1. juni 2013).
Sørensen blev født i 1929 og voksede op i den københavnske bydel Valby. Han studerede efter sin studentereksamen fra Vestre Borgerdyd Gymnasium filosofi på Københavns Universitet og i Freiburg (Breisgau). Pga. utilfredshed over universitetet forlod han sine universitetsstudier for at fortsætte på egen hånd og videreudviklede sig som kritiker og forfatter. Efter inspiration af Franz Kafkas værker skrev han novellesamlingen Sære Historier, der dog blev afvist af redaktør Ole Wivel på Wivels Forlag. Det lykkedes ham i stedet at få den udgivet i 1953 på Gyldendals Forlag.
To år efter udgav Sørensen novellesamlingen Ufarlige historier. Fra denne tid stammer den sorthumoristiske horrornovelle Blot en drengestreg.
I perioden mellem 1959 og 1963 redigerede han litteraturtidsskriftet Vindrosen (tidsskrift) sammen med Klaus Rifbjerg, der var hans gamle skolekammerat. Sørensen og Rifbjerg udviklede et nært og produktivt samarbejde. I 1962 modtog han Det Danske Akademis pris og fra 1965 var han medlem af Akademiet. I 1974 modtog han Nordisk Råds litteraturpris for bogen Uden mål - og med. Moralske tanker, og i 1979 blev han æresdoktor ved Københavns Universitet. Han var i perioder kandidat til Nobelprisen i litteratur.
Han døde d. 16. december 2001 og blev begravet på Taarbæk Kirkegård.

### Bøger
- Sære historier, 1953
- Ufarlige historier 1955
- Digtere og dæmoner: fortolkninger og vurderinger, 1959
- Hverken-eller – kritiske betragtninger, 1961
- Nietzsche, 1963
- Formynderfortællinger, 1964
- Kafkas digtning, 1968
- Mellem fortid og fremtid – kronikker og kommentarer, 1969
- Schopenhauer, 1969
- Uden mål – og med – moralske tanker, 1973
- Seneca – humanisten ved Neros hof (1976)
- Oprør fra midten, Sammen med Niels I. Meyer & K. Helveg Petersen 1978
- Den gyldne middelvej og andre debatindlæg fra 70erne, 1979
- Vejrdage, 1980
- Røret om oprøret – mere om midten, Sammen med Niels I. Meyer & K. Helveg Petersen 1982
- De mange og de enkelte og andre småhistorier, 1986
- Demokrati og kunsten, 1988
- Tilløb – dagbog 1949-53, 1988
- Apollons oprør – de udødeliges historie, 1989
- Forløb – dagbog 1953-61, 1990
- Den frie vilje – et problems historie, 1992
- Jesus og Kristus, 1992
- Perioder – dagbog 1961-1974, 1993
- En glashistorie – og andre noveller, 1995
- På egne veje – erindring, kommentar, polemik, 2000
- 55 bagateller, 2003

### Noveller
- Blot en drengestreg, 1953 (genudgivet 1996 med illustrationer af Pernille Kløvedal Helweg)
- De to tvillinger, 1953
- Hjemvejen, 1955
- De Dødsdømte, 1986

### Børnebøger
- Aladdin og den vidunderlige lampe, 1981
- Ragnarok – en gudefortælling, 1982
- Den berømte Odysseus, 1988
- Historien om Ødipus, 1995
- En ensom fugl – H.C. Andersens livs historie fortalt for børn, 2000
- Vintereventyr, 2000